# Sémaphorine
Les sémaphorines constituent une famille de protéines dont le rôle est de guider la croissance des axones.
Les récepteurs sont essentiellement les plexines (en).

## Classes
Elles sont regroupées en huit classes, basées sur leur structure et leur arbre phylogénétique. Les sept premières classes sont nommés numériquement.  La huitième groupe comporte le suffixe « V », où V est pour « virus ».  Les groupes 1 et 2 sont présents uniquement chez les invertébrés. Les groupes 3, 4, 6 et 7 sont présents uniquement chez les vertébrés . Le groupe V est uniquement viral. Le groupe 5 existe chez les vertébrés et les invertébrés. 
Chez l'être humain, les différentes protéines de type sémaphorine sont : 
- SEMA3A, SEMA3B, SEMA3C, SEMA3D, SEMA3E, SEMA3F, SEMA3G
- SEMA4A, SEMA4B, SEMA4C ("SEMAF"), SEMA4D, SEMA4F, SEMA4G
- SEMA5A, SEMA5B
- SEMA6A, SEMA6B, SEMA6C, SEMA6D
- SEMA7A